# Nolph Lauren
Nolph Lauren(のるふろーれん)は、2ピースのインストデュオ。
ジャズを基調とした3分程のコンパクトな楽曲の中に、キャッチーなメロディをたっぷり盛り込むことで、情報過多な現代においても瞬間的にジャズのエッセンスをリスナーに注ぎ込めるような楽曲を制作し演奏している。

## ディスコグラフィ
| 発売日    | アーティスト | タイトル             |
| --------- | ------------ | -------------------- |
| 2015年8月 | Nolph Lauren | Demo One             |
| 2016年9月 | Nolph Lauren | Demo 2016            |
| 2018年1月 | Nolph Lauren | Portrait Spring 2018 |

## ソーシャルリンク
1.Twitter(@NolphLauren)

2.Facebook - Nolph Lauren